# Pione margaritifera
Pione margaritifera är en svampdjursart som först beskrevs av Arthur Dendy 1905.  Pione margaritifera ingår i släktet Pione och familjen borrsvampar. Utöver nominatformen finns också underarten P. m. johannae.